# Мак-Лейн (округ, Иллинойс)
Мак-Лейн (англ. McLean) — округ в штате Иллинойс, США. По данным переписи 2010 года численность населения округа составила 169 572 чел., по сравнению с переписью 2000 года оно выросло на 12,7 %. Окружной центр Мак-Лейна — город Блумингтон.

## История
Округ образован в конце 1830 года из округа Тазуелл. Своё название получил в честь сенатора США от штата Иллинойс Джона Маклейн, умершего в том же году.

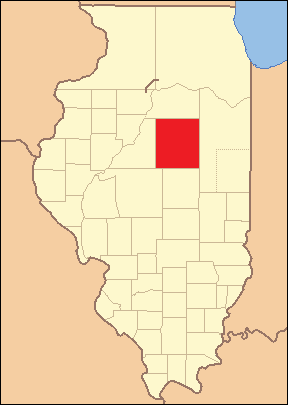
Территория округа Мак-Лейн до 1837 года
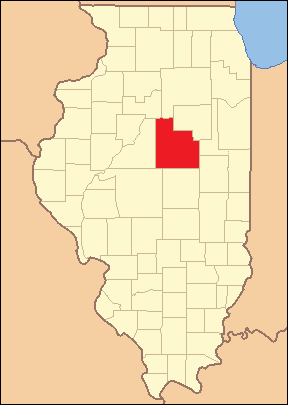
Территория округа Мак-Лейн с 1837 по 1841 года
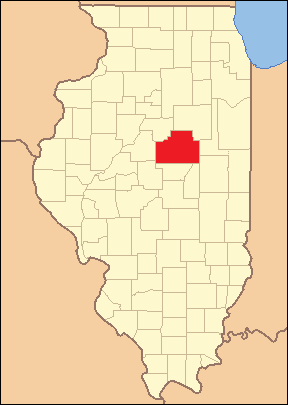
Территория округа Мак-Лейн с 1841 года

## География
Общая площадь округа — 3072 км² (1186,27 миль²), из которых 3064,9 км² (1183,38 миль²) или 99,76 % суши и 7,5 км² (2,89 миль²) или 0,24 % водной поверхности.

### Климат
Округ находится в переходной зоне между влажным климатом континентального типа и влажным субтропическим климатом. Температура варьируется в среднем от минимальных -10 °C в январе до максимальных 30 °C в июле. Рекордно низкая температура была зафиксирована в январе 1985 года и составила -31 °C, а рекордно высокая температура была зарегистрирована в июне 1988 года и составила 39 °C. Среднемесячное количество осадков — от 43 мм в феврале до 115 мм в мае.

### Соседние округа
Округ Мак-Лейн граничит с округами:
- Вудфорд — на северо-западе
- Ливингстон — на северо-востоке
- Форд — на востоке
- Шампейн — на юго-востоке
- Пайатт — на юге
- Де-Уитт — на юге
- Логан — на юго-западе
- Тазуэлл — на западе

### Основные автомагистрали
| Автомагистраль                 | Длина      | Начальный пункт    | Конечный пункт               | Год образования |
| ------------------------------ | ---------- | ------------------ | ---------------------------- | --------------- |
| Межштатная автомагистраль I-39 | 492,68 км  | Нормал, Иллинойс   | Ротсчайлд, Висконсин         |                 |
| Межштатная автомагистраль I-55 | 1551,81 км | Лаплас, Луизиана   | Чикаго, Иллинойс             |                 |
| Межштатная автомагистраль I-74 | 690,1 км   | Давенпорт, Айова   | Ламбертон, Северная Каролина |                 |
| Шоссе US-24                    | 2478 км    | Кларкстон, Мичиган | Минчерн, Колорадо            | 1926            |
| Шоссе US-51                    | 2070 км    | Лаплас, Луизиана   | Херли, Висконсин             | 1926            |
| Шоссе US-66                    | 3945 км    | Чикаго, Иллинойс   | Лос-Анджелес, Калифорния     | 1926            |
| Шоссе US-136                   | 1294 км    | Спидуэй, Индиана   | Эдисон, Небраска             | 1951            |
| Шоссе US-150                   | 919 км     | Молин, Иллинойс    | Маунт-Вернон, Кентукки       | 1926            |
| Трасса Illinois-9              | 351,34 км  | Ниота              | Ченивилл                     | 1918            |
| Трасса Illinois-54             | 175,98 км  | Спрингфилд         | Онарга                       | 1972            |
| Трасса Illinois-122            | 50,74 км   | Грин Валли         | Данверс                      | 1924            |
| Трасса Illinois-165            | 47,70 км   | Мерна              | Сибли                        | 1924            |
| Трасса Illinois-251            | 217,78 км  | Каппа              | Саут-Белойт                  | начало 1970-х   |

## Населённые пункты
| Населённый пункт | Статус         | Год основания | Площадь  | Население (2010) |
| ---------------- | -------------- | ------------- | -------- | ---------------- |
| Анкор            | деревня        | 1880          | 1 км²    | 146 чел.         |
| Арроусмит        | деревня        | 1871          | 1 км²    | 294 чел.         |
| Белфлауэр        | деревня        | 1871          | 1 км²    | 357 чел.         |
| Блумингтон       | окружной центр | 1831          | 58,3 км² | 76 610 чел.      |
| Карлок           | деревня        | 1888          | 1 км²    | 552 чел.         |
| Ченоа            | город          | 1854          | 3,4 км²  | 1785 чел.        |
| Колфакс          | деревня        | 1880          | 1 км²    | 1061 чел.        |
| Куксвилл         | деревня        | 1882          | 1 км²    | 182 чел.         |
| Мейпл-Парк       | деревня        | 1836          | 2 км²    | 1154 чел.        |
| Даунс            | деревня        |               | 7 км²    | 1005 чел.        |
| Эллсворт         | деревня        | 1871          | 1 км²    | 195 чел.         |
| Гридли           | деревня        | 1869          | 3 км²    | 1432 чел.        |
| Хейворт          | деревня        | 1856          | 4 км²    | 2841 чел.        |
| Хадсон           | деревня        | 1836          | 2 км²    | 1838 чел.        |
| Ле Рой           | город          | 1835          | 6 км²    | 3560 чел.        |
| Лексингтон       | город          | 1836          | 3 км²    | 2060 чел.        |
| Мерна            | коммуна        |               |          |                  |
| Мак-Лейн         | деревня        | 1855          | 1 км²    | 830 чел.         |
| Нормал           | город          | 1865          | 35,4 км² | 52 497 чел.      |
| Сейбрук          | деревня        | 1856          | 2 км²    | 693 чел.         |
| Ширли            | деревня        | 1854          |          | 378 чел.         |
| Станфорд         | деревня        | 1867          | 1 км²    | 596 чел.         |
| Тованда          | деревня        | 1875          | 1,8 км²  | 480 чел.         |

### Города-призраки
- Бенджаминвилл — город был основан в 1850-х годах новыми переселенцами, которых привлекла плодородная почва. Ожидалось, что здесь пройдет линия железной дороги, однако она так и не была проложена, люди стали покидать свои дома и к 1870 году город опустел.
- Камлер
- Эллин

## Демография
По данным переписи населения 2000 года, численность населения в округе составила 150 433 человека, насчитывалось 56 746 домовладений и 35 466 семей. Средняя плотность населения была 49 чел./км².
Распределение населения по расовому признаку:
- белые — 89,1 %
  - немецкого происхождения — 30,6 %
  - ирландского происхождения — 11,5 %
  - английского происхождения — 9,1 %
- афроамериканцы — 6,19 %
- коренные американцы — 0,16 %
- азиаты — 2,05 %
- латиноамериканцы — 2,55 % и др.

Для 94,5 % жителей родным (первым) языком был английский, для 2,5 % жителей — испанский язык.
Из 56 746 семей 31,5 % имели детей в возрасте до 18 лет, проживающих вместе с родителями, 50,9 % семей — супружеские пары, живущие вместе, 8,8 % — матери-одиночки, а 37,5 % не имели семьи. 27,6 % всех домовладений состояли из отдельных лиц и в 8,1 % из них проживали одинокие люди в возрасте 65 лет и старше. Средний размер домохозяйства — 2,45 человека, а средний размер семьи — 3,03.
Распределение населения по возрасту:
- до 18 лет — 23,5 %
- от 18 до 24 лет — 18,6 %
- от 25 до 44 лет — 29,2 %
- от 45 до 64 лет — 19,0 %
- от 65 лет — 9,7 %

Средний возраст составил 30 лет. На каждые 100 женщин приходилось 93,6 мужчин. На каждые 100 женщин возрастом 18 лет и старше приходилось 90,4 мужчин.
Средний доход на домовладение — $ 47 021, а средний доход на семью — $ 61 073. Мужчины имеют средний доход от $ 41 290 против $ 28 435 у женщин. Доход на душу населения в округе — $ 22 227. Около 4,1 % семей и 9,7 % населения находились ниже черты бедности, в том числе 7,0 % лица моложе 18 лет и 5,0 % — 65 лет и старше.